# ماكس إيبرل
ماكس إيبرل (بالإنجليزية: Max Eberle)‏ هو لاعب بلياردو أمريكي، ولد في 27 نوفمبر 1972.

## وصلات خارجية
- ماكس إيبرل على موقع AZBilliards.com (الإنجليزية)